# Lapão (ort)
Lapão är en ort i Brasilien.   Den ligger i kommunen Lapão och delstaten Bahia, i den östra delen av landet, 800 km nordost om huvudstaden Brasília. Lapão ligger 775 meter över havet och antalet invånare är 11 252.
Terrängen runt Lapão är platt, och sluttar västerut. Närmaste större samhälle är Irecê, 9,2 km norr om Lapão.
Trakten runt Lapão består till största delen av jordbruksmark. Runt Lapão är det ganska glesbefolkat, med 35 invånare per kvadratkilometer.